# Michèle Moser
Michèle Moser (ur. 14 lutego 1979) – szwajcarska curlerka. Srebrna medalistka olimpijska i mistrzostw Europy, mistrzyni świata juniorów.

## Osiągnięcia

### Igrzyska Olimpijskie
W 2006 roku w Turynie zdobyła srebrny medal, razem z Mirjam Ott, Binią Feltscher, Valerią Spälty i Manuelą Kormann.

### Mistrzostwa świata
W mistrzostwach świata w curlingu wystąpiła raz, w 2005, zajmując ósme miejsce.

### Mistrzostwa Europy
Michèle Moser w mistrzostwach Europy w curlingu brała udział dwukrotnie, za każdym razem zdobywając srebrny medal.